# Lucas Esquivel
Lucas Esquivel, né le 14 octobre 2001 à Santa Fe en Argentine, est un footballeur argentin qui joue au poste d'arrière gauche à l'Athletico Paranaense.

## Biographie

### Unión Santa Fe
Né à Santa Fe en Argentine, Lucas Esquivel est formé par le club local de l'Unión Santa Fe. Il signe son premier contrat professionnel avec l'Unión le 29 octobre 2020, le liant au club jusqu'en décembre 2022, et est par la même occasion promu en équipe première. Il joue son premier match en professionnel le 1er novembre 2020, lors d'une rencontre de Copa de la Liga Profesional face à l'Arsenal de Sarandí. Il est titularisé et les deux équipes se neutralisent (0-0 score final).
Esquivel inscrit son premier but en professionnel le 7 août 2021, lors d'une rencontre de championnat face à San Lorenzo. Il est titularisé et participe à la victoire de son équipe par quatre buts à zéro,.

### Athletico Paranaense
Lors de l'été 2023, Lucas Esquivel rejoint le Brésil en s'engageant avec l'Athletico Paranaense. Le transfert est annoncé dès le 31 mai 2023 et il signe un contrat courant jusqu'en juin 2028.
Esquivel marque son premier but pour l'Athletico Paranaense lors d'une rencontre de Copa Sudamericana face au Deportivo Rayo Zuliano le 10 avril 2024. Titulaire, il participe à la victoire de son équipe par six buts à zéro.